# 萨佩洛病毒属
萨佩洛病毒属（学名：Sapelovirus）是微小核糖核酸病毒科下的一个属。

## 下属物种
本属包括以下物种：
- 豬薩佩洛病毒 Porcine sapelovirus